# Mogwai
Mogwai (произносится: Могвай) — шотландская рок-группа, образованная в Глазго в 1995 году Стюартом Брейтсвейтом и Домиником Эйтчисоном, ставшая одним из самых известных широкой публике представителей пост-рока. В музыкальном плане группа испытала влияние таких коллективов, как Fugazi, MC5, My Bloody Valentine, Sonic Youth, Pixies, The Cure и Slint. Стиль Mogwai сочетает шугейзинг, мат-рок и арт-рок.
Название Mogwai взято из китайского языка и приблизительно означает «дух» или «злая душа», а также «монстр», «дьявол», «демон». По словам гитариста Стюарта Брейсвейта, это название взято из фильма «Гремлины» и не имеет большого значения или глубокого смысла для группы.

## Состав
Текущий состав
- Стюарт Брейсвейт (англ. Stuart Braithwaite) – гитара, вокал (1995–настоящее время)
- Доминик Эйтчисон (англ. Dominic Aitchison) – бас-гитара (1995–настоящее время)
- Мартин Баллок (англ. Martin Bulloch) – ударные (1995–настоящее время)
- Барри Бёрнс (англ. Barry Burns) – клавишные, флейта, гитара, прочее (1998–настоящее время)

Бывшие участники
- Брендан О'Хара (англ. Brendan O'Hare) – клавишные, гитара (1997)
- Джон Каммингс (англ. John Cummings) – гитара, программирование (1995–2015)

Нерегулярные участники и туровые участники
- Люк Сазерленд (англ. Luke Sutherland) – виолончель, гитара, вокал, перкуссия(1998–настоящее время)
- Джеймс Хэмилтон (англ. James Hamilton) – ударные (заменял на концертах Мартина Баллока) (2011-2013)
- Скотт Паттерсон (англ. Scott Patterson) – гитара (заменял на концертах Джон Каммингс) (2015)
- Алекс Макэй (англ. Alex Mackay) – гитара, клавишные ("Atomic" tour) (2016-настоящее время)

## Дискография

### Студийные альбомы
- Mogwai Young Team (1997)
- Come on Die Young (1999)
- Rock Action (2001)
- Happy Songs for Happy People (2003)
- Mr Beast (2006)
- The Hawk Is Howling (2008)
- Hardcore Will Never Die, But You Will (2011)
- Rave Tapes (2014)
- Every Country's Sun (2017)
- As the Love Continues (2021)
- The Bad Fire (2025)

### Саундтреки
- Zidane: A 21st Century Portrait (2006)
- Spec Ops: The Line (2012)
- На Зов Скорби (2013)
- Atomic (2016) — для документального фильма «Атомы: жизнь в надежде и страхе»
- Kin (2018)
- ZeroZeroZero (2020) — для телесериала «НольНольНоль»
- Black Bird (2022) — для телесериала «Чёрная птица»

### Сборники
- Ten Rapid (1997) — сборник ранее изданных песен из различных источников
- EP+6 (2000) — песни с 4 Satin, No Education = No Future (Fuck the Curfew)и EP
- Government Commissions: BBC Sessions 1996—2003 (2005) — живые выступления с различных сессий BBC

### Мини-альбомы
- Tuner/Lower (1996)
- Angels vs Aliens (1996)
- Summer (demo) (1996)
- Summer/Ithica 27φ9 (1996)
- New Paths to Helicon, Parts 1 & 2 (1997)
- 4 Satin (1997)
- Club Beatroot, Part 4 (1997)
- Do The Rock Boogaloo (1998)
- No Education = No Future (Fuck the Curfew) (1998)
- Mogwai:EP (1999)
- «Travels in Constants» EP (2001)
- US Tour EP (2001) — (совместно с Bardo Pond)
- My Father My King (2001)
- UK/European Tour EP (2001)
- Friend of the night (2005)
- Travel is dangerous (2006)
- Earth Division EP (2011)
- Les Revenants (2012) — (саундтрек к сериалу «На зов скорби»)